# David Strickland
David Gordon Strickland, Jr. (ur. 14 października 1969 w Glen Cove, zm. 22 marca 1999 w Las Vegas) – amerykański aktor telewizyjny, grał rolę chłopięcego reportera rockowego Todda Stities w sitcomie NBC A teraz Susan.

## Życiorys
Urodził się w Glen Cove na Long Island w Nowym Jorku jako syn Karen, kierowniczki firmy Find the Children, i Gordonaa Stricklanda, kierownika. Wkrótce wraz z rodziną przeprowadził się do Princeton w New Jersey, a później do Kalifornii, gdzie został aktorem.
Wystąpił w takich przedstawieniach jak Biloxi Blues Neila Simona, Bye Bye Birdie, Danny and the Deep Blue Sea Johna Patricka Shanleya, I Won't Dance i Pizza Man. Pojawił się gościnnie w serialach: CBS Świat według Dave’a, ABC Roseanne, ABC Jak dwie krople czekolady czy NBC Szaleję za tobą.
W 1988 poślubił Ali Rivers, z którą miał czwórkę dzieci: Dawida III, Derricka, Michelle i Danielle (choć Ali Rivers twierdziła, że nie jest jego biologicznym dzieckiem, ale mężczyzny, którego Rivers poślubiła po śmierci). W 1996 Rivers i Strickland założyli sprawę rozwodową, ale nie została zakończona w momencie śmierci Sticklanda. Spotykał się też z Tiffani Thiessen.
Cierpiał na zaburzenia afektywne dwubiegunowe. Miał też długą i trudną historię nadużywania narkotyków i alkoholu. Został aresztowany na pięć miesięcy przed swoją śmiercią za posiadanie kokainy i został skazany na trzy lata okresu próbnego i skierowany na leczenie odwykowe.
Po sprawdzeniu w pokoju 20 motelu Oasis w Las Vegas, wypił kilka butelek piwa, popełnił samobójstwo przez powieszenie prześcieradłem na belce stropowej i zmarł w godzinach rannych 22 marca 1999 w wieku 29 lat. Jego ciało zostało odkryte przez hotelowego recepcjonistę. Znaleziono dowody używania narkotyków w jego pokoju. Koroner z okręgu Clark doszedł do wniosku, że ciało Stricklanda nosi ślady wcześniejszej próby samobójczej. Wiadomości o wydarzeniach poprzedzających śmierć Stricklanda sugerują, że zdecydował się on przerwać przyjmowanie litu, który został przepisany, aby kontrolować jego zaburzenie dwubiegunowe.

## Wybrana filmografia
- 1995: Świat według Dave’a jako policjant
- 1995: Roseanne jako oficer Gummer
- 1995-1996: Szaleję za tobą jako Hollis Pavel
- 1996: Jak dwie krople czekolady jako Dave
- 1996-1999: A teraz Susan jako Todd Stites
- 1999: Podróż przedślubna jako Steve Montgomery